# Sten
 For alternative betydninger, se Sten (flertydig). (Se også artikler, som begynder med Sten)
 Der er for få eller ingen kildehenvisninger i denne artikel, hvilket er et problem. Du kan hjælpe ved at angive troværdige kilder til de påstande, som fremføres i artiklen.

En sten er et større eller mindre, løst stykke fast geologisk materiale af bjergart - eller kunstigt fremstillet. Ved en diameter under 20 millimeter taler man om grus, men afgrænsningen opad er mere usikker. I princippet kan en sten være stor som et bjerg (se Uluru (Ayers Rock)), når blot den opfylder kravet om at være tydeligt adskilt fra grundfjeldet. Meget store sten kaldes ofte for monolitter.
Uforarbejdede naturlige sten kaldes natursten. Natursten inddeles efter størrelse i fx piksten, marksten og kampesten. Forarbejdede sten kaldes fx brosten...
Sten bliver inddelt efter de processer, der dannede dem. På den måde opstår grupperne eruptiver, sedimenter og metamorfe stenarter. Eruptive sten er dannet ud fra smeltet magma. Sedimentsten er opstået ved sammenpresning af nedbrudte bjergarter. Metamorfe sten blev skabt ved opvarmning, omlejring og sammenpresning i stor dybde af eruptiver eller sedimenter. I de tilfælde, hvor der findes aftryk af organisk materiale i stenen, taler man om fossiler.